# Liquigas 2006
Questa voce raccoglie le informazioni riguardanti la Liquigas nelle competizioni ufficiali della stagione 2006.

## Stagione
Avendo licenza da UCI ProTeam, la Liquigas aveva diritto di partecipare alle gare del circuito UCI ProTour 2006, oltre a quelle dei circuiti continentali UCI.

## Organico

### Staff tecnico
TM=Team Manager; DS=Direttore Sportivo.
|  | Naz.              | Ruolo | Sportivo        |  |  |  |
|  | ----------------- | ----- | --------------- |  |  |  |
|  | Italia (bandiera) | TM    | Roberto Amadio  |  |  |  |
|  | Italia (bandiera) | DS    | Mario Chiesa    |  |  |  |
|  | Italia (bandiera) | DS    | Dario Mariuzzo  |  |  |  |
|  | Italia (bandiera) | DS    | Stefano Zanatta |  |  |  |
|  | Italia (bandiera) | DS    | Mario Scirea    |  |  |  |

### Rosa
|  | Naz.                   |  | Sportivo               | Anno |  |  |
|  | ---------------------- |  | ---------------------- | ---- |  |  |
|  | Svizzera (bandiera)    |  | Michael Albasini       | 1980 |  |  |
|  | Italia (bandiera)      |  | Dario Andriotto        | 1972 |  |  |
|  | Svezia (bandiera)      |  | Magnus Bäckstedt       | 1975 |  |  |
|  | Svizzera (bandiera)    |  | Patrick Calcagni       | 1977 |  |  |
|  | Italia (bandiera)      |  | Eros Capecchi          | 1986 |  |  |
|  | Finlandia (bandiera)   |  | Kjell Carlström        | 1976 |  |  |
|  | Italia (bandiera)      |  | Dario Cioni            | 1974 |  |  |
|  | Italia (bandiera)      |  | Daniele Colli          | 1982 |  |  |
|  | Italia (bandiera)      |  | Alberto Curtolo        | 1984 |  |  |
|  | Italia (bandiera)      |  | Mauro Da Dalto         | 1981 |  |  |
|  | Italia (bandiera)      |  | Danilo Di Luca         | 1976 |  |  |
|  | Italia (bandiera)      |  | Francesco Failli       | 1983 |  |  |
|  | Italia (bandiera)      |  | Stefano Garzelli       | 1973 |  |  |
|  | Italia (bandiera)      |  | Enrico Gasparotto      | 1982 |  |  |
|  | Rep. Ceca (bandiera)   |  | Roman Kreuziger        | 1986 |  |  |
|  | Italia (bandiera)      |  | Nicola Loda            | 1971 |  |  |
|  | Croazia (bandiera)     |  | Vladimir Miholjević    | 1974 |  |  |
|  | Italia (bandiera)      |  | Marco Milesi           | 1974 |  |  |
|  | Slovenia (bandiera)    |  | Matej Mugerli          | 1981 |  |  |
|  | Italia (bandiera)      |  | Vincenzo Nibali        | 1984 |  |  |
|  | Italia (bandiera)      |  | Andrea Noè             | 1969 |  |  |
|  | Italia (bandiera)      |  | Luca Paolini           | 1977 |  |  |
|  | Italia (bandiera)      |  | Franco Pellizotti      | 1978 |  |  |
|  | Italia (bandiera)      |  | Manuel Quinziato       | 1979 |  |  |
|  | Italia (bandiera)      |  | Marco Righetto         | 1980 |  |  |
|  | Italia (bandiera)      |  | Alessandro Spezialetti | 1975 |  |  |
|  | Italia (bandiera)      |  | Alessandro Vanotti     | 1980 |  |  |
|  | Regno Unito (bandiera) |  | Charles Wegelius       | 1978 |  |  |
|  | Italia (bandiera)      |  | Stefano Zanini         | 1969 |  |  |

## Ciclomercato
| Eros Capecchi          | neo pro       |
| Alberto Curtolo        | neo pro       |
| Mauro Da Dalto         | neo pro       |
| Francesco Failli       | Naturino      |
| Roman Kreuziger        | neo pro       |
| Vincenzo Nibali        | Fassa Bortolo |
| Luca Paolini           | Quick-Step    |
| Manuel Quinziato       | Saunier Duval |
| Alessandro Spezialetti | Lampre        |
| Stefano Zanini         | Quick-Step    |

| Mario Cipollini    | fine carriera |
| Mauro Gerosa       | Miche         |
| Marcus Ljungqvist  | Team CSC      |
| Oscar Mason        | fine carriera |
| Devis Miorin       | -             |
| Luciano Pagliarini | Saunier Duval |
| Gianluca Sironi    | fine carriera |

## Palmarès

### Corse a tappe
- Giro d'Italia

10ª tappa (Franco Pellizotti)
- Vuelta a España

5ª tappa (Danilo Di Luca)
12ª tappa (Luca Paolini)
- Volta Ciclista a Catalunya

6ª tappa (Matej Mugerli)
- Eneco Tour

2ª tappa (Manuel Quinziato)
- Tour de Suisse

Classifica scalatori (Michael Albasini)
- Settimana Internazionale di Coppi e Bartali

2ª tappa (Vincenzo Nibali)
- Tour of Tasmania

7ª tappa (Kjell Carlström)

### Corse in linea
- Grand Prix de Ouest-France (Vincenzo Nibali)
- Rund um den Henninger-Turm (Stefano Garzelli)
- Tre Valli Varesine (Stefano Garzelli)
- Trofeo Melinda (Stefano Garzelli)
- Memorial Cimurri (Enrico Gasparotto)
- Gran Premio Città di Camaiore (Luca Paolini)

## Classifiche UCI

### Calendario mondiale UCI
Individuale
Piazzamenti dei corridori della Liquigas nella classifica individuale del UCI ProTour 2006.
| Pos. | Ciclista          | Punti |
| ---- | ----------------- | ----- |
| 25   | Vincenzo Nibali   | 89    |
| 51   | Stefano Garzelli  | 48    |
| 55   | Luca Paolini      | 45    |
| 71   | Franco Pellizotti | 35    |
| 75   | Danilo Di Luca    | 32    |
| 85   | Manuel Quinziato  | 29    |
| 99   | Dario Cioni       | 20    |
| 147  | Kjell Carlström   | 5     |
| 177  | Matej Mugerli     | 3     |
| 205  | Enrico Gasparotto | 1     |

Squadra
La Liquigas chiuse in quattordicesima posizione con 247 punti.